# Juan V de Anhalt-Zerbst
Juan V de Anhalt-Zerbst (Dessau, 4 de septiembre de 1504-Zerbst, 4 de febrero de 1551) fue un príncipe alemán de la Casa de Ascania y gobernante del principado de Anhalt-Dessau. A partir de 1544, asumió el gobierno del recreado principado de Anhalt-Zerbst.
Juan era el segundo hijo varón (pero el mayor superviviente) del Príncipe Ernesto I de Anhalt-Dessau, con su esposa Margarita, hija del Duque Enrique de Münsterberg-Oels y nieta de Jorge de Poděbrady, Rey de Bohemia.

## Biografía
A la muerte de su padre en 1516, Juan y sus hermanos Jorge III y Joaquín I heredaron Anhalt-Dessau como cogobernantes según la ley de la familia de la Casa de Ascania. Durante sus primeros años de gobierno, su madre Margarita sirvió como regente.
Los hermanos compartieron el gobierno del principado por casi veintiocho años, hasta 1544, cuando decidieron dividir sus territorios. Juan recibió Zerbst, reviviendo así el viejo principado de Anhalt-Zerbst extinguido en 1396 con la creación de Anhalt-Dessau y Anhalt-Köthen.

## Matrimonio e hijos
En Dessau el 15 de febrero de 1534, Juan contrajo matrimonio con Margarita (29 de septiembre de 1511 - 3 de diciembre de 1577), hija del Elector Joaquín I Néstor de Brandeburgo, y viuda del Duque Jorge I de Pomerania. El hijastro de Margarita, el nuevo Duque de Pomerania, Felipe I, tenía que pagarle una anualidad vitalicia de 1200 florines de su tesoro personal con el propósito de cubrir el coste de la dote.
De su matrimonio con Jorge I, Margarita tuvo una hija póstuma, Georgia, quien siguió a su madre a Anhalt; sin embargo, se decidió que cuando ella alcanzara los ocho años de edad (en 1539) debía retornar a Pomerania bajo la custodia de su hermanastro Felipe I. A pesar de esto, Margarita pudo mantener a su hija con ella hasta 1543, cuando fue enviada finalmente a su patria.
La unión con la hija viuda del Elector de Brandeburgo era un alto honor para Juan, y decidió celebrar la boda con gran pompa. Pero para ese tiempo, tenía una pobre salud; finalmente, en 1544, sufrió un derrame cerebral. Sus relaciones con Margarita empeoraron durante los siguientes años; en 1550 Juan ordenó el arresto temporal de su esposa, pero esta huyó.
Juan y Margarita tuvieron seis hijos:
1. Príncipe Carlos I de Anhalt-Zerbst (Dessau, 17 de noviembre de 1534 - Zerbst, 4 de mayo de 1561).
2. Príncipe Joaquín Ernesto de Anhalt (Dessau, 21 de octubre de 1536 - Dessau, 6 de diciembre de 1586).
3. María (Dessau, 1 de diciembre de 1538 - Rosslau, 25 de abril de 1563), desposó el 25 de agosto de 1559 al Conde Alberto X de Barby-Mühlingen.
4. Príncipe Bernardo VII de Anhalt-Zerbst (Dessau, 17 de marzo de 1540 - Dessau, 1 de marzo de 1570).
5. Margarita (Dessau, 18 de agosto de 1541 - Zerbst, 25 de julio de 1547).
6. Isabel (Dessau, 15 de octubre de 1545 - Barby, 26 de septiembre de 1574), desposó el 19 de julio de 1570 al Conde Wolfgang II de Barby-Mühlingen.

| Predecesor: Ernesto I      | Príncipe de Anhalt-Dessau 1516-1544 | Sucesor: Principado dividido                   |
| Predecesor: Nueva creación | Príncipe de Anhalt-Zerbst 1544-1551 | Sucesor: Carlos I Joaquín Ernesto Bernardo VII |

- Datos: Q89423
- Multimedia: Johann IV of Anhalt-Zerbst / Q89423